# Distrikt Túpac Amaru Inca
Der Distrikt Túpac Amaru Inca liegt in der Provinz Pisco der Region Ica im Südwesten von Peru. Der am 6. Juni 1986 gegründete Distrikt hat eine Fläche von 55,4 km². Beim Zensus 2017 lebten 17.775 Einwohner im Distrikt. Im Jahr 1993 lag die Einwohnerzahl bei 9542, im Jahr 2007 bei 14.676. Die Distriktverwaltung befindet sich in der 70 m hoch gelegenen Stadt Túpac Amaru Inca mit 17.664 Einwohnern (Stand 2017), die 5 km östlich der Provinzhauptstadt Pisco liegt.

## Geographische Lage
Der Distrikt Túpac Amaru Inca befindet sich im zentralen Nordwesten der Provinz Pisco. Der Distrikt liegt in Küstenwüste von Süd-Peru. Der Flusslauf des Río Pisco bildet die nördliche Distriktgrenze. Entlang der westlichen Distriktgrenze verläuft die Nationalstraße 1S (Panamericana). Im Nordwesten des Distrikts wird bewässerte Landwirtschaft betrieben. Das Siedlungsgebiet beschränkt sich auf den äußersten Westen des Distrikts. Im restlichen Distriktgebiet herrscht Wüstenvegetation.
Der Distrikt Túpac Amaru Inca grenzt im Nordwesten an den Distrikt Pisco, im Norden an den Distrikt San Clemente, im Osten an den Distrikt Humay sowie im Süden und im Südwesten an den Distrikt San Andrés.